# (36842) 2000 SJ114
2000 SJ114 (asteroide 36842) é um asteroide da cintura principal. Possui uma excentricidade de 0.10906180 e uma inclinação de 3.13679º.
Este asteroide foi descoberto no dia 24 de setembro de 2000 por LINEAR em Socorro.